# فولکس‌دویچه
فولکس‌دویچه (به آلمانی: Volksdeutsche) در فهرست واژگان آلمان نازی به مردمانی گفته می‌شد که زبان و فرهنگشان ریشه آلمانی داشت اما شهروند آلمان نبودند. این اصطلاح با völkisch دارای ریشه مشترک Volk به معنای «مردم خودی» است.
آلمانی‌تبارهای دور از وطن در طی فرایندی که رادیکال‌شدن تدریجیشان را در پی داشت به «فولکس‌دویچه» تبدیل شدند. این فرایند به رژیم نازی هسته اصلی برای تشکیل فلکس‌گماین‌شافت در راستای مرزهای آلمان را فراهم آورد.
فولکس‌دویچه‌ها خود نیز به دسته‌های «نژادی» بر پایه‌های فرهنگی، اجتماعی، و تاریخی تعیین‌شده توسط آلمان نازی تقسیم می‌شدند.